# Discographie de Little Mix
Le groupe britannique Little Mix a publié six albums, un album compilation, trente-trois singles dont un pour une Association caritative et quarante clips musicaux. Selon The Official Charts Company, le groupe a vendu plus de 28 millions de singles et 3,6 millions d'albums au Royaume-Uni. Elles cumulent 12 milliards d'écoute sur les plateformes de streaming musical à travers le monde.

## Albums

### Albums studios
| Titre                                  | Détails | Classement | Classement | Classement | Classement | Classement | Classement | Classement | Classement | Classement | Classement | Ventes                                         | Certifications |
| Titre                                  | Détails | UK         | AUS        | CAN        | FRA        | IRE        | JPN        | NLD        | NZD        | SWE        | USA        | Ventes                                         | Certifications |
| -------------------------------------- | --- | ---------- | ---------- | ---------- | ---------- | ---------- | ---------- | ---------- | ---------- | ---------- | ---------- | ---------------------------------------------- | --- |
| DNA                                    | - Sortie : 16 novembre 2012 - Labels : Columbia Records, Syco Music - Formats : CD, Téléchargement, Streaming | 3          | 10         | 4          | 27         | 3          | 20         | 49         | 14         | 8          | 4          | - Royaume-Uni : 470 000 - États-Unis : 121 000 | - BPI : Platine - IRMA : Or |
| Salute                                 | - Sortie : 8 novembre 2013 - Labels : Columbia Records, Syco Music - Formats : CD, Téléchargement, Streaming  | 4          | 4          | 7          | 38         | 7          | 36         | 49         | 11         | —          | 6          | - Royaume-Uni : 426 000 - États-Unis : 107 000 | - BPI : Platine - Pro-Musica : Or |
| Get Weird                              | - Sortie : 6 novembre 2015 - Labels : Columbia Records, Syco Music - Formats : CD, Téléchargement, Streaming  | 2          | 2          | 12         | 47         | 1          | 35         | 9          | 8          | 13         | 13         | - Royaume-Uni : 929 000 - États-Unis : 51 000  | - BPI : 3 × Platine - ARIA : Or - IRMA : Platine - Pro-Musica : Platine - IFPI Danemark : Platine - AMPROFON : Or - RIAS : Or                                      |
| Glory Days                             | - Sortie : 18 novembre 2016 - Labels : Columbia Records, Syco Music - Formats : CD, Téléchargement, Streaming | 1          | 2          | 21         | 50         | 1          | 41         | 9          | 9          | 23         | 25         | - Royaume-Uni : 1 200 000                      | - BPI : 4 × Platine - ARIA : Or - MC : Or - Pro-Musica : Platine - IFPI Suisse : Or - AMPROFON : Or - IFPI Danemark : Platine - IFPI Norvège : Or - ZPAV : Platine |
| LM5                                    | - Sortie : 16 novembre 2018 - Labels : Columbia Records, Syco Music - Formats : CD, Téléchargement, Streaming | 3          | 8          | 24         | 55         | 2          | 60         | 9          | 6          | 28         | 40         | - Royaume-Uni : 321 000                        | - BPI : Platine - Pro-Musica : Or - ZPAV : Or |
| Confetti                               | - Sortie : 6 novembre 2020 - Labels : RCA Records - Formats : CD, Téléchargement, Streaming                   | 2          | 7          | 37         | 52         | 1          | 104        | 10         | 7          | 46         | 85         | - Royaume-Uni : 221 000                        | - BPI : Platine - Pro-Musica : Or |
| — : classement non connu dans ce pays. | |            |            |            |            |            |            |            |            |            |            |                                                | |

### Réédition
| Titre                             | Détails                                                                                        | Classement | Classement | Classement |
| Titre                             | Détails                                                                                        | ITA        | NLD        | NZ         |
| --------------------------------- | ---------------------------------------------------------------------------------------------- | ---------- | ---------- | ---------- |
| Glory Days : The Platinum Edition | - Sortie : 24 novembre 2017 - Label : Syco, Columbia - Formats : CD, Téléchargement, streaming | 56         | 16         | 22         |

### Compilation
| Titre      | Détails                                                                                             | Classement | Classement | Classement | Classement | Classement | Classement | Classement | Classement | Classement | Certifications                                                                      |
| Titre      | Détails                                                                                             | UK         | AUS        | CAN        | IRE        | FRA        | JPN        | NLD        | NZ         | US         | Certifications                                                                      |
| ---------- | --------------------------------------------------------------------------------------------------- | ---------- | ---------- | ---------- | ---------- | ---------- | ---------- | ---------- | ---------- | ---------- | ----------------------------------------------------------------------------------- |
| Between Us | - Sortie : 12 novembre 2021 - Label : RCA - Formats : CD, LP, cassette, digital download, streaming | 3          | 8          | 53         | 2          | 47         | 65         | 9          | 16         | 182        | - BPI : Platine - ARIA : Platine - IFPI Suisse : Platine - AMPROFON : Or - RMNZ: Or |

## Singles

### En tant qu'artiste principal
| Titre                                            | Année | Classement | Classement | Classement | Classement | Classement | Classement | Classement | Classement | Classement | Classement | Certifications | Album                               |
| Titre                                            | Année | UK         | AUS        | CAN        | FRA        | IRE        | JPN        | NLD        | NZ         | SWE        | US         | Certifications | Album                               |
| ------------------------------------------------ | ----- | ---------- | ---------- | ---------- | ---------- | ---------- | ---------- | ---------- | ---------- | ---------- | ---------- | --- | ----------------------------------- |
| Cannonball                                       | 2011  | 1          | —          | —          | —          | 1          | —          | —          | —          | —          | —          | BPI : Or | non-album single                    |
| Wings                                            | 2012  | 1          | 3          | 69         | 165        | 1          | 7          | —          | 15         | —          | 79         | - BPI: Platine - ARIA: 3 × Platine - MC: Or - RIAA: Or - RMNZ: Or - P-M : Platine | DNA                                 |
| DNA                                              | 2012  | 3          | 48         | —          | 177        | 8          | —          | —          | —          | —          | —          | - BPI: Or - ARIA: Or - P-M : Or | DNA                                 |
| Change Your Life                                 | 2013  | 12         | 8          | —          | 133        | 12         | —          | —          | 29         | —          | —          | - BPI: Argent - ARIA: 2 × Platine - RMNZ: Or - APFV : Or | DNA                                 |
| How Ya Doin'? (featuring Missy Elliott)          | 2013  | 16         | 29         | —          | 66         | 26         | —          | 91         | —          | —          | —          | - BPI: Argent - ARIA: Or | DNA                                 |
| Move                                             | 2013  | 3          | 26         | —          | 109        | 5          | 19         | 76         | 12         | —          | —          | - BPI: Platine - ARIA: Or - P-M : Platine | Salute                              |
| Little Me                                        | 2013  | 14         | 85         | —          | —          | 26         | —          | —          | —          | —          | —          | - BPI: Argent | Salute                              |
| Word Up!                                         | 2014  | 6          | 45         | —          | 107        | 13         | 71         | —          | —          | —          | —          | - P-M : Or | non-album single                    |
| Salute                                           | 2014  | 6          | —          | —          | —          | 12         | —          | —          | —          | —          | —          | - BPI: Platine - P-M : Platine | Salute                              |
| Black Magic                                      | 2015  | 1          | 8          | 53         | 155        | 3          | 47         | 82         | 31         | 58         | 67         | - BPI: 4 × Platine - ARIA: 2 × Platine - GLF: Or - RIAA: Or - RMNZ: Or - MC: Platine - ZPAV : Platine - IFPI Danemark : Or - P-M : Diamant - FIMI : Or - AMPROFON : Platine                                                                      | Get Weird                           |
| Love Me Like You                                 | 2015  | 11         | 27         | —          | 140        | 8          | 80         | —          | —          | —          | —          | - BPI: Platine - P-M: Platine | Get Weird                           |
| Secret Love Song (ft.Jason Derulo)               | 2016  | 6          | 16         | —          | —          | 11         | —          | —          | 18         | —          | —          | - BPI: 3 × Platine - ARIA: 2 × Platine - RMNZ: Platine - P-M : Platine - IFPI Danemark : Or - ZPAV : Or | Get Weird                           |
| Hair (ft. Sean Paul)                             | 2016  | 11         | 10         | —          | —          | 20         | —          | —          | 32         | —          | —          | - BPI: Platine - ARIA: 2 × Platine - NVPI: Or - P-M : 3 × Platine | Get Weird                           |
| Shout Out to My Ex                               | 2016  | 1          | 4          | 37         | 106        | 1          | 42         | 26         | 7          | 38         | 69         | - BPI: 4 × Platine - ARIA: 3 × Platine - IRMA: Platine - P-M : 3 × Platine - MC: Platine - BEA : Or - ZPAV : Or - IFPI Norvege : Platine - FIMI : Or - IFPI Suisse : Platine - IFPI Danemark : Platine - BVMI : Or - RMNZ : Or - Promusicae : Or | Glory Days                          |
| Touch                                            | 2016  | 4          | 13         | 57         | 196        | 5          | —          | 69         | 22         | —          | —          | - BPI: 3 × Platine - ARIA: 2 × Platine - MC: Platine - NVPI : Or - BEA : Or - P-M : 2 × Platine - FIMI : Or - ZPAV : Or | Glory Days                          |
| No More Sad Songs (featuring Machine Gun Kelly)  | 2017  | 15         | —          | —          | —          | 25         | —          | —          | —          | —          | —          | - BPI: Platine - P-M : Platine | Glory Days                          |
| Power (featuring Stormzy)                        | 2017  | 6          | —          | —          | 182        | 17         | —          | —          | —          | —          | —          | - BPI: 3 × Platine - P-M : 2 × Platine - IFPI Danemark : Or - SNEP : Or - ZPAV : Or | Glory Days                          |
| Reggaetón Lento (Remix) (with CNCO)              | 2017  | 5          | 68         | 96         | 62         | 14         | 55         | 9          | —          | —          | —          | - BPI: 2 × Platine - ARIA: Or - GLF: Or - BEA : Or - P-M : 3 × Platine - FIMI : 3 × Platine - MC : Platine - IFPI Suisse : Platine - ZPAV : Platine - NVPI : 2 × Platine - AMPROFON : Or - AFP : Platine                                         | Glory Days: Platinum Edition & CNCO |
| Only You (with Cheat Codes)                      | 2018  | 13         | 92         | —          | 127        | 13         | —          | —          | —          | 89         | —          | - BPI: Platine - P-M : Platine - ZPAV : Or - AMPROFON : Or | NC                                  |
| Woman Like Me (featuring Nicki Minaj)            | 2018  | 2          | 23         | 60         | —          | 3          | 87         | 27         | 23         | 65         | —          | - BPI: 2 × Platine - ARIA: Platine - MC: Or - ZPAV : Platine - P-M : Diamant - AMPROFON : Or - IFPI Danemark : Or - IFPI Norvege : Or - IFPI Suisse : Or                                                                                         | LM5                                 |
| Think About Us (featuring Ty Dolla Sign)         | 2019  | 22         | —          | —          | —          | 36         | —          | —          | —          | —          | —          | - BPI: Or - P-M : Platine - ZPAV : Or | LM5                                 |
| Bounce Back                                      | 2019  | 10         | 86         | —          | —          | 20         | —          | —          | —          | —          | —          | - BPI: Argent - P-M : Or | non-album singles                   |
| One I've Been Missing                            | 2019  | 59         | —          | —          | —          | 72         | —          | —          | —          | —          | —          | NC | non-album singles                   |
| Break Up Song                                    | 2020  | 9          | —          | —          | —          | 18         | —          | —          | —          | —          | —          | - BPI: Platine - P-M : Or | Confetti                            |
| Holiday                                          | 2020  | 15         | —          | —          | —          | 23         | —          | —          | —          | —          | —          | - BPI: Or - P-M : Or | Confetti                            |
| Sweet Melody                                     | 2020  | 1          | —          | —          | —          | 7          | —          | —          | —          | —          | —          | - BPI: Platine - P-M : Platine - ZPAV : Or | Confetti                            |
| No Time for Tears (ft. Nathan Dawe)              | 2020  | 19         | —          | —          | —          | 15         | —          | —          | —          | —          | —          | - BPI: Argent | non-album single                    |
| Confetti (ft. Saweetie)                          | 2021  | 9          | —          | —          | —          | 17         | —          | —          | —          | —          | —          | - BPI: Platine - P-M : Or | Confetti                            |
| Heartbreak Anthem (avec Galantis & David Guetta) | 2021  | 3          | 46         | 86         | —          | 5          | —          | 23         | —          | 36         | —          | - BPI: 2 × Platine - RIAA : Or - MC : Platine - IFPI Austria : Or - IFPI Danemark : Or - AFP : Or - FIMI : Or - ZPAV : Platine - Promusicae : Or                                                                                                 | non-album single                    |
| Kiss My (Uh-Oh)(with Anne-Marie)                 | 2021  | 10         | —          | —          | —          | 13         | —          | —          | —          | —          | —          | - BPI: Platine | Therapy                             |
| Love (Sweet Love)                                | 2021  | 33         | —          | —          | —          | 40         | —          | —          | —          | —          | —          | NC | Between Us                          |
| No                                               | 2021  | 35         | —          | —          | —          | 41         | —          | —          | —          | —          | —          | NC | Between Us                          |
| — : classement non connu dans ce pays.           |       |            |            |            |            |            |            |            |            |            |            | |                                     |

## Autres Chansons Classées
| Titre                            | Année | Classements | Classements | Classements | Certifications                 | Album                         |
| Titre                            | Année | UK          | IRE         | NZ          | Certifications                 | Album                         |
| -------------------------------- | ----- | ----------- | ----------- | ----------- | ------------------------------ | ----------------------------- |
| "Secret Love Song Pt. II"        | 2015  | 179         | —           | —           | - BPI: Argent                  | Get Weird                     |
| "A.D.I.D.A.S."                   | 2015  | 188         | —           | —           |                                | Get Weird                     |
| "Love Me or Leave Me"            | 2015  | —           | —           | —           | - BPI: Or - IFPI Danemark : Or | Get Weird                     |
| Love Me Like You (Christmas Mix) | 2015  | —           | —           | —           | - ZPAV : Or                    | Get Weird                     |
| "You Gotta Not"                  | 2016  | 61          | 88          | —           | - BPI: Argent                  | Glory Days                    |
| "Oops"                           | 2016  | 41          | 49          | —           | - BPI: Or                      | Glory Days                    |
| "Is Your Love Enough?"           | 2017  | 47          | 44          | —           | - BPI: Argent                  | Glory Days - Platinum Edition |
| "Wasabi"                         | 2018  | —           | 85          | —           | - BPI: Argent                  | LM5                           |
| "Cut You Off"                    | 2021  | 59          | 54          | —           |                                | Between Us                    |